# Airsoft

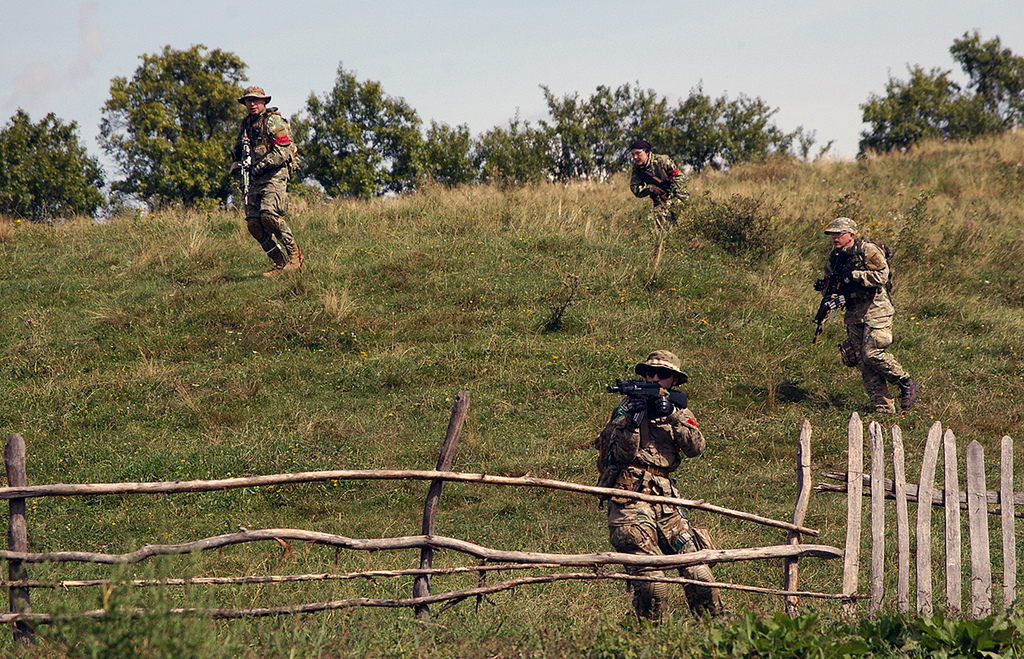
Airsoft-Spieler

Airsoft ist ein Geländespiel, bei dem mit Softairwaffen ausgerüstete Teams gegeneinander antreten. Das Spielprinzip ähnelt dem von Paintball, jedoch hinterlässt die verwendete Munition keine sichtbaren Spuren auf Kleidung oder Haut, sodass getroffene Spieler sich selbst zu erkennen geben müssen.

## Geschichte

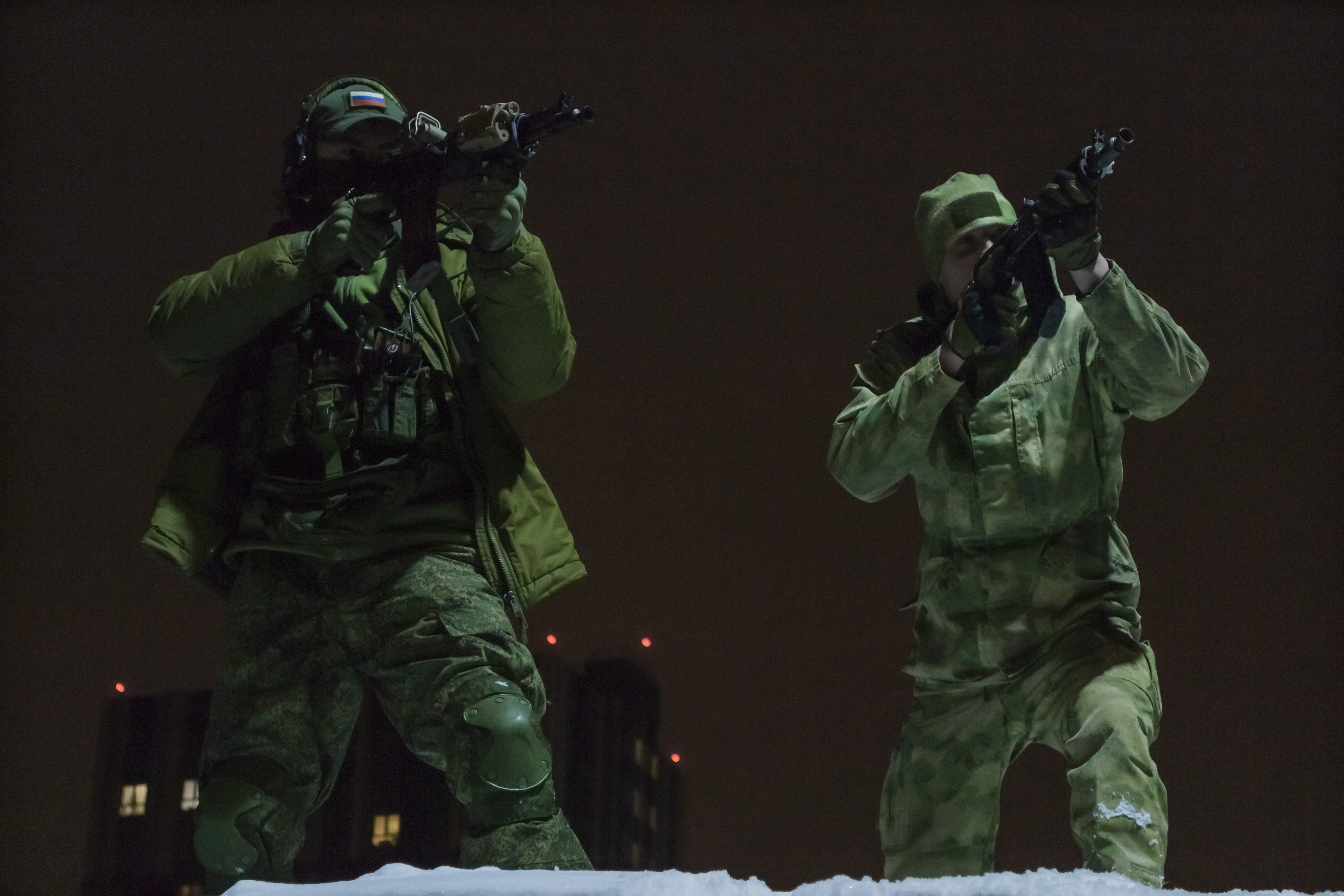
Russische Airsoft-Spieler in Nischni Nowgorod

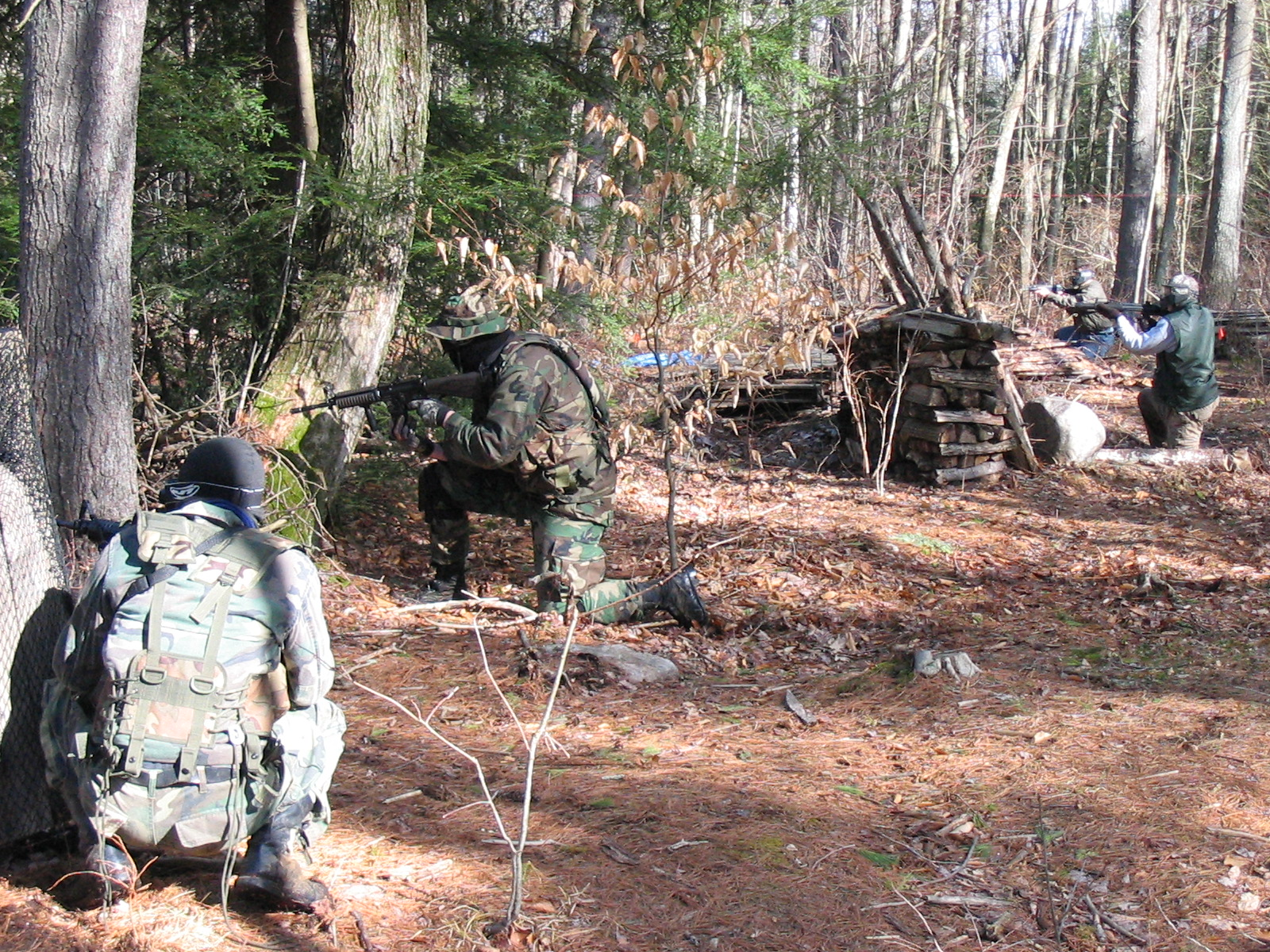
Spieler auf dem vom Publikumsverkehr abgetrennten Rockingham Paintball Field

Airsoft stammt ursprünglich aus Japan. Nach dem Zweiten Weltkrieg wurden Schusswaffen für die japanische Zivilbevölkerung verboten. Die japanische Industrie wich daher auf Waffenrepliken aus Kunststoff aus. Sie brachte die ersten funktionstüchtigen Waffennachbauten als Spielzeug auf den Markt, die seinerzeit federbetrieben waren und manuell arbeiteten.
Neuerungen wie elektrisch betriebene Softairwaffen sowie gasbetriebene Softairwaffen machten die zum Spielen entwickelten Spielzeugwaffen zu technisch hochentwickelten Waffenrepliken.
In Deutschland hielten Softairwaffen in Form von Kriegswaffenrepliken erst mit der Novellierung des Waffengesetzes im Jahr 2004 ihren Einzug auf den Markt und sind seither im Spielzeug- und Waffenhandel zu erwerben.
Die Hersteller von Softairwaffen kommen vorwiegend aus dem asiatischen Raum, wo sich Hersteller meist auf bestimmte Kategorien von Waffentypen spezialisiert haben. Für die meisten Waffentypen gibt es unzählige Zusatzausstattungen von Tuningläufen bis hin zu „Custom Kits“, mit denen man das komplette Aussehen einer Softairwaffe verändern kann. Viele Softairwaffen lassen sich optisch nicht mehr von ihren originalen Vorbildern unterscheiden, es handelt sich dann um Anscheinswaffen.

## Spielfelder
Die rechtlichen Vorgaben für ein legales Spielfeld orientieren sich an den Bestimmungen zu den Anscheinswaffen. Daher sind in der Regel nur größere Veranstalter in der Lage, für eine sichere, nach den gesetzlichen Bestimmungen angemessene Spielumgebung zu sorgen. Dabei wäre im Sinne des Waffengesetzes zu beachten, dass
- das Gelände nach dem Gesetz ein privates, befriedetes Grundstück ist.[1]
- die Plastik- oder biologisch abbaufähige Kugel (auch BB genannt) das Gelände, bei einem Schuss aus dem Lauf der Softairwaffe, nicht verlassen kann.
- die Beteiligten von der Öffentlichkeit nicht wahrgenommen oder als Störung empfunden werden können.
- der Grundstückseigner die Nutzung für das Airsoft-Spielen auf seinem Gelände erlaubt.

In Ballungsräumen bieten sich daher eher Lagerhallen oder abgeschirmte Gebäudekomplexe an. In ländlicheren Gegenden werden häufig alte Truppenübungsplätze für Airsoft-Spiele ausgesucht.
Das Spielen in einem öffentlich zugänglichen Waldgebiet ist in Deutschland nicht erlaubt.

## Spielprinzip

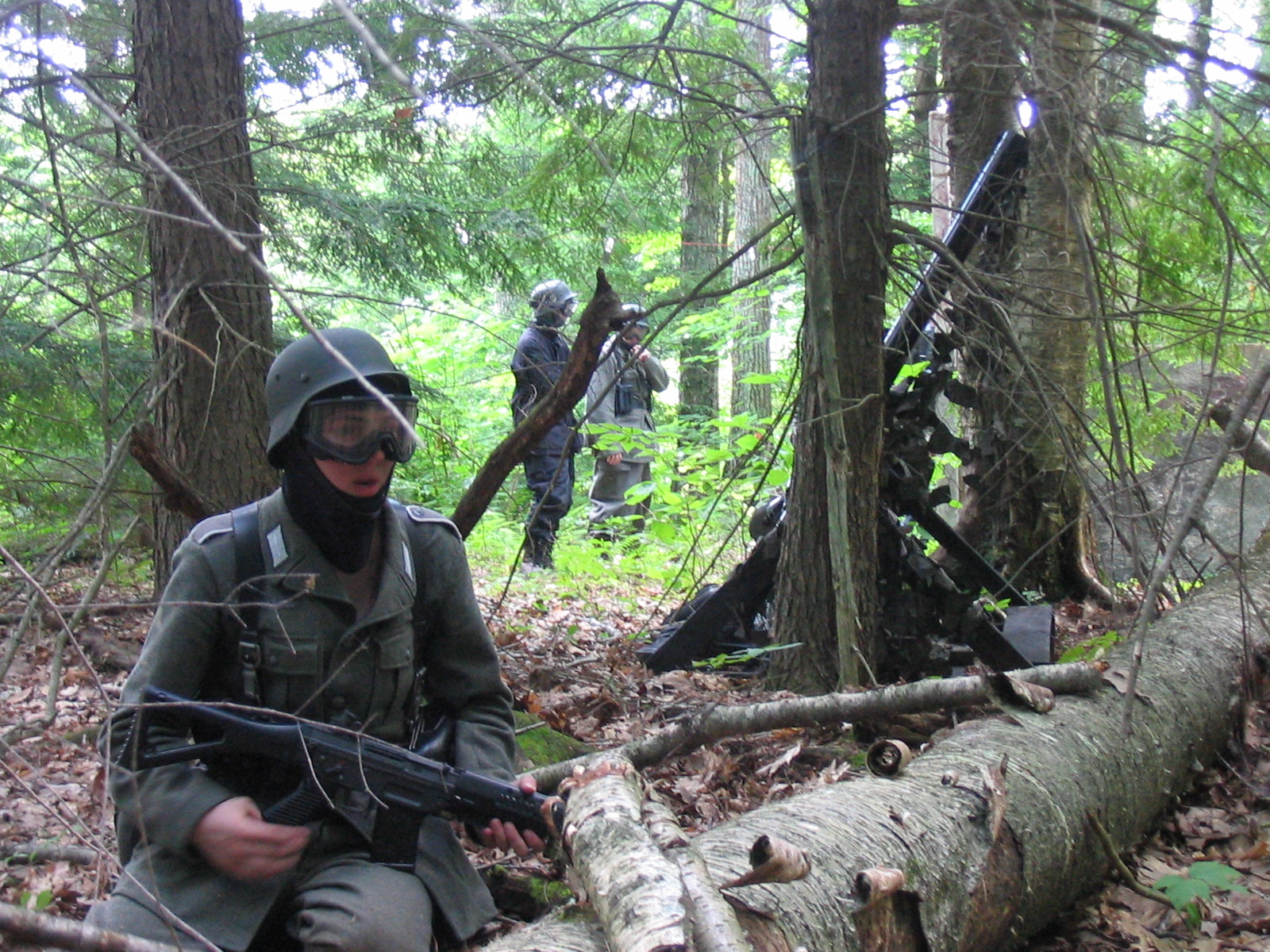
Britische Airsoft-Spieler während eines Zweiter-Weltkrieg-Reenactments

Das Spielprinzip ist ähnlich dem von Paintball oder von Lasergames, es werden jedoch Kugeln mit meist 6 mm Durchmesser (sogenannte BB) aus Plastik oder einem biologisch abbaubaren Stoff verwendet. Die Dauer eines Spiels ist unterschiedlich. Ziel kann dabei das Halten einer Flagge durch eine Spielpartei oder die Eroberung eines Objekts sein. Da man Treffer schlecht erkennen kann, sind sie vom Getroffenen selbst durch das Wort „Hit“ anzusagen. Außerdem werden in der Regel Treffer (Hits) durch eine Death Rag angezeigt. Diese ist eine modifizierte Warnweste, mit welcher der Spieler signalisiert, dass er getroffen wurde. Beim sogenannten Sportschießen, organisiert durch die International Practical Shooting Confederation, handelt es sich um Parcoursschießen. Ein weiterer Spielmodus ist das Reenactment.

### Battle Display und Reenactment

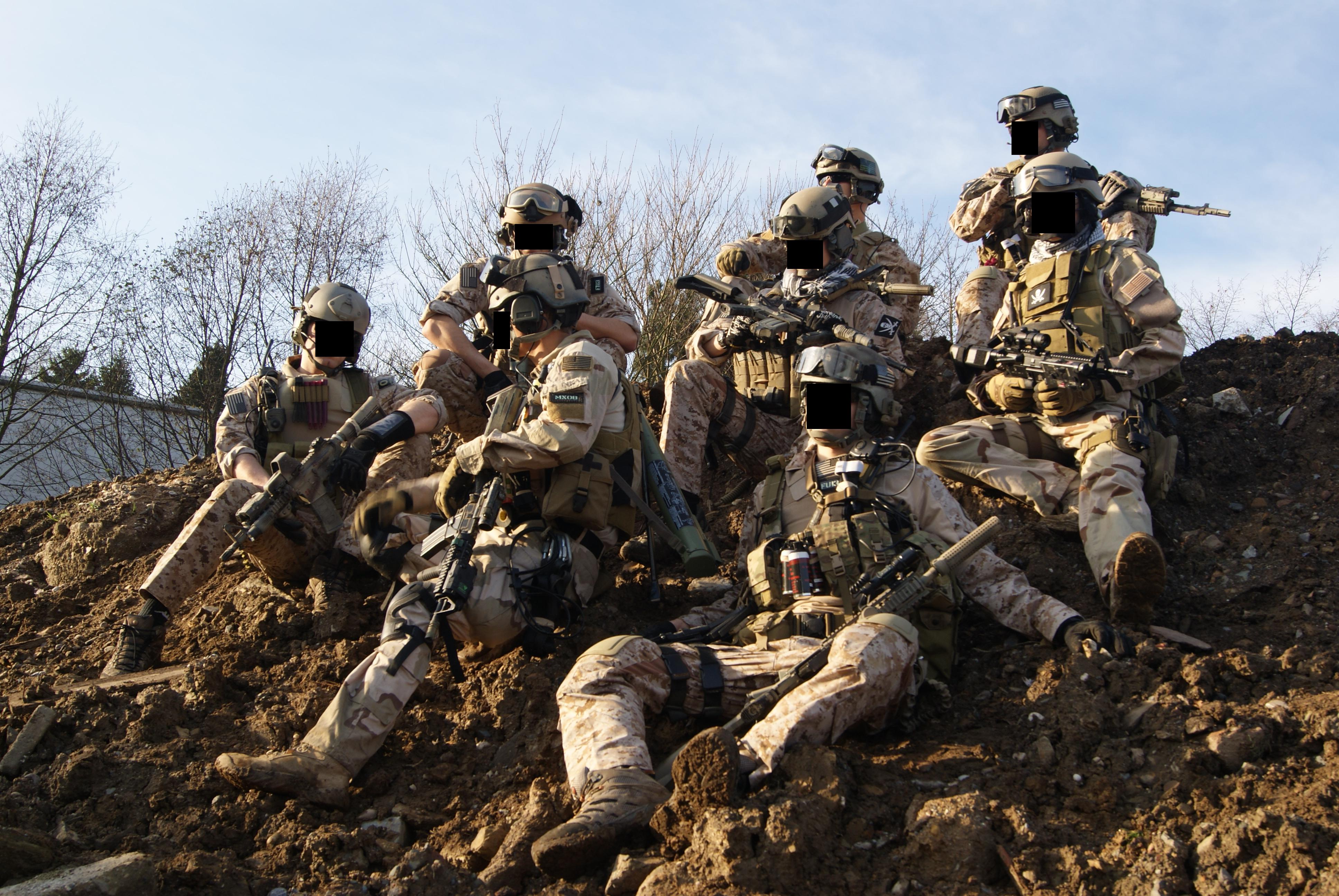
Ein United States Navy SEALs Battle-Display-Team aus Deutschland

Der Begriff Battle Display bezeichnet die möglichst detailgetreue Nachstellung einer real existierenden militärischen Einheit. Hierbei ist es das Ziel von einzelnen Spielern oder ganzen Teams, ihre komplette Ausrüstung nach einem ausgewählten militärischen Vorbild (zum Beispiel einer bestimmten Einheit) zusammenzustellen und zu gestalten.
Damit grenzt Battle Display an das historische Reenactment (siehe Begriffsproblematik, Überschneidungen mit anderen Interpretationen). Die meisten Airsoft-Spieler legen jedoch wenig Wert auf die Authentizität ihrer Ausrüstung.

## Ausrüstung
Zum Spiel statten sich die Teilnehmer neben der Softairwaffe zum Beispiel mit militärischen Tarnanzügen und weiterer taktischer Ausrüstung wie militärischen Westen, Rauchgranaten und einfachen Funkgeräten bis hin zu Nachtsichtgeräten, holographischen Visieren und Zielfernrohren aus. Seit kurzer Zeit sind auch speziell für Airsoft ausgelegte Anzüge und Ausrüstungsgegenstände erhältlich. Die Ausrüstung dient einerseits der Tarnung und andererseits der Sicherheit des Spielers wie dem Schutz der Augen, der Zähne, des Gehörs und der Gelenke.

## Rechtliche Behandlung
Beim Airsoft-Spielen muss eine Reihe von gesetzlichen Vorschriften beachtet werden. So steht zum Beispiel das unbefugte Betreten von Privatgelände als Hausfriedensbruch unter Strafe. Ebenso kann das Verschießen der Kunststoffmunition nach Landes- und Kommunalrecht als Ordnungswidrigkeit geahndet werden. Weiter ist das Führen einer Softairwaffe oder Anscheinswaffe verboten. Für den Transport ist daher ein blickdichtes und vor fremdem Zugriff gesichertes Behältnis erforderlich.

## Vereine und Verbände

### Swiss Airsoft Federation
Die Swiss Airsoft Federation (SASF) ist der Airsoft-Verband der Schweiz. Der SASF ist den drei sprachregionalen Airsoft-Verbänden übergeordnet.
Die beiden Unterverbände „Airsoft Verband Deutschschweiz“ (ASVD) und die „Fédération Romande d'AirSoft“ (FRAS) haben im Oktober 2007 fusioniert. Der Airsoft-Verband aus dem Tessin schloss sich 2008 an. Der Tessiner Airsoft-Verband nennt sich seit 2017 FASI „Federazione Airsoft Svizzera Italiana“.
Sowohl der Gesamtverband, als auch die drei Regionalverbände arbeiten eng mit der Fedpol, ProTell und diversen anderen Organisationen zusammen und betreibt Lobbyismus in der Sport- und Waffenpolitik. 2009 wurde im Rahmen einer Lizentiatsarbeit an der Universität Zürich eine Umfrage über die Aggressivität von Airsoftspielern durchgeführt.

### Österreichischer Airsoft Sport Verband
Auf dem 2. Österreichischen Airsoft-Kongress in Salzburg gründeten Airsoftvereine aus Österreich 2007 einen Verband. Der Österreichische Airsoft Sport Verband (ÖASV) hat sich die Förderung und Entwicklung von Airsoft als Sport in Österreich zum Ziel gesetzt.
Der Verband hat im Laufe seines Bestehens ein einheitliches Regelwerk zu den Themen Sicherheit, Verhalten in der Öffentlichkeit und Allgemeine Regeln zum Airsoftsport (ÖASV Reglement) geschaffen, ist heute (2019) jedoch nicht mehr aktiv.

### Nederlandse Airsoft Belangen Vereniging (NABV)
Seit dem 13. Januar 2013 ist die Ausübung des Airsoftsports in den Niederlanden offiziell erlaubt.
Vor diesem Datum sind die interessierten Spieler oftmals nach Belgien ausgewichen.
Mit der Legalisierung des Airsoftsports wurde der Verband NABV ins Leben gerufen, der alle Belange des Airsoftsports regelt.
Dies beinhaltet den Besitz, die Aufbewahrung, den Transport von Softairwaffen sowie die Modalitäten von Airsoftveranstaltungen innerhalb der Niederlande.

### Deutschland
In Deutschland sind Airsoft-Spieler in zahlreichen Vereinen organisiert.

### Europa
Auf europäischer Ebene existiert die Europäische Airsoft-Vereinigung, der unter anderem der NABV und weitere Verbände angehören.
Die Vereinigung war ausschlaggebend daran beteiligt, dass in der EU-Feuerwaffenrichtline Softguns/Airsoft, die keiner Definition einer Waffe entsprechen, als Nachbauten bzw. als Sportgeräte definiert wurden.